# Corvus tasmanicus
Il corvo di foresta o corvo della Tasmania (Corvus tasmanicus Mathews, 1912) è un uccello passeriforme appartenente alla famiglia Corvidae.

## Etimologia
Il nome scientifico della specie, tasmanicus, rappresenta un chiaro riferimento all'areale di questi uccelli.

## Descrizione

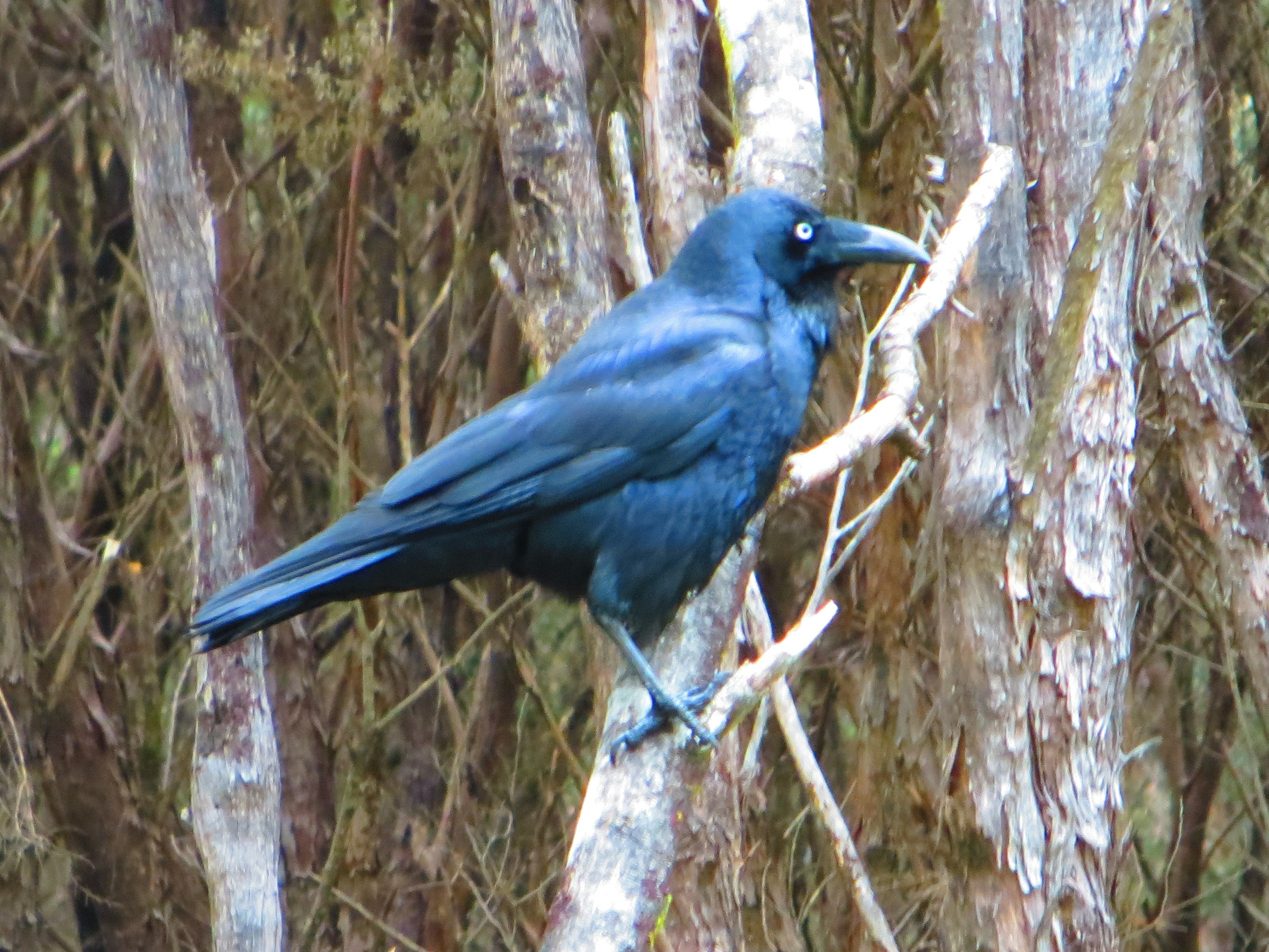
Esemplare nella municipalità di West Coast.

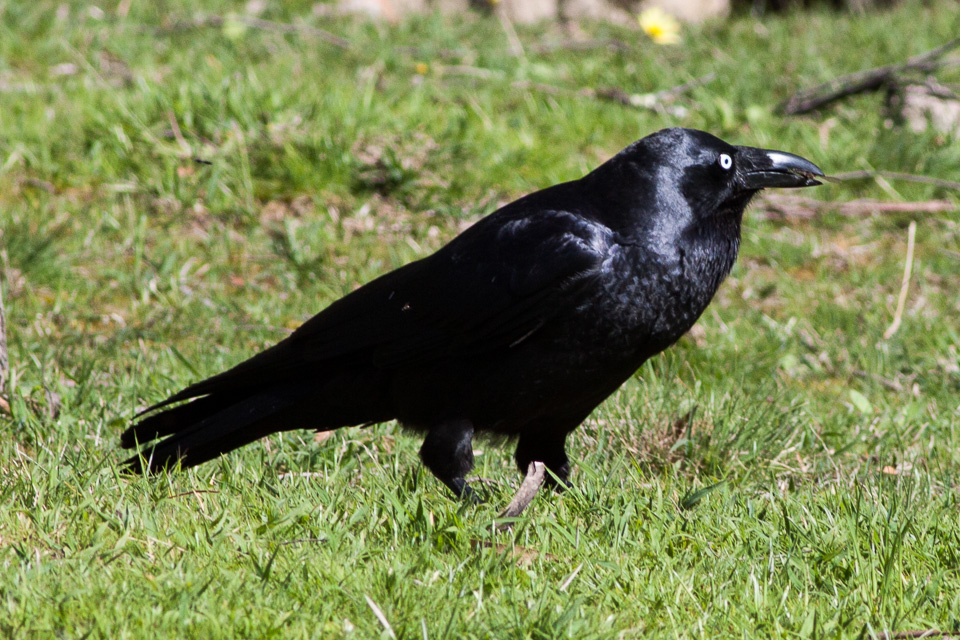
Esemplare al suolo a Hobart.

### Dimensioni
Il corvo di foresta è il più grande dei corvidi australiani: misura infatti 52-54 cm di lunghezza, per 500-800 g di peso. I maschi sono leggermente più grossi e pesanti rispetto alle femmine.

### Aspetto
Si tratta di uccelli dall'aspetto robusto e slanciato, muniti di testa squadrata con fronte sfuggente munita di becco forte e conico, collo robusto, lunghe ali digitate, lunghe zampe e coda piuttosto lunga e dall'estremità arrotondata.

Nel complesso, il corvo di foresta ricorda molto una sorta di cornacchia o di corvo imperiale: mentre da questi è facilmente distinguibile per gli occhi chiari, più arduo risulta differenziare questa specie dai simpatrici corvo imperiale australiano e corvo minore, dai quali si distingue per le dimensioni maggiori, l'aspetto più massiccio e la conformazione della testa e del becco lievemente differente. In Tasmania, dove rappresenta l'unica specie di corvide, il corvo di foresta può essere confuso col currawong nero, che però presenta becco più massiccio e appuntito, occhi ambrati e coda dalla punta bianca.
Il piumaggio si presenta interamente di colore nero lucido e di consistenza vellutata: su testa, ali e coda sono presenti riflessi metallici di colore blu-verdastro, ben visibili quando l'animale è nella luce diretta. La base delle penne è grigia, caratteristica questa osservabile quando l'animale arruffa le penne od in presenza di folate di vento.

I due sessi sono del tutto simili nella colorazione.
Il bbecco e le zampe sono di colore nero: gli occhi, invece, sono di colore bianco-azzurrino.

La colorazione degli occhi varia a seconda dell'età: fino a cinque mesi di vita sono azzurri, dai cinque ai quattordici mesi sono marroni, dopodiché attorno alla pupilla si sviluppa un cerchio bianco-azzurrino che continua a crescere rimpiazzando il bruno man mano che l'animale matura, processo che avviene attorno ai due anni e dieci mesi d'età.

## Biologia
Il corvo di foresta è un uccello che tende a vivere in età adulta da solo o in coppie, occupando un territorio che si estende dai 40 ai 400 ettari a seconda della disponibilità di cibo, tollerando talvolta (in particolar modo all'infuori della stagione riproduttiva) la presenza di altri individui al suo interno (generalmente individui isolati non ancora riproduttivi oppure gruppi di giovani, che sono molto meno stanziali) per periodi più o meno lunghi di tempo: specialmente quando il cibo è abbondante, possono formarsi piccoli stormi che arrivano a contare fino a una decina di individui.

Gli esemplari di corvidi di altre specie vengono generalmente tollerati all'interno di un territorio (sebbene generalmente accolti in maniera ostile, con penne della gola arruffate e ali sbattute nervosamente, in caso di contatto visivo diretto), mentre i rapaci (soprattutto l'aquila audace e l'aquila di mare ventrebianco) vengono scacciati aggressivamente.
Le coppie trascorrono la maggior parte della giornata al suolo o fra i rami di alberi e cespugli alla ricerca di cibo, riposandosi durante le torride ore centrali della giornata e facendo ritorno nel tardo pomeriggio verso posatoi fra i rami degli alberi dove poter passare la nottata al riparo dalle intemperie e da eventuali predatori.
Il richiamo del corvo di foresta è piuttosto distintivo e consente di identificare questi uccelli da altre specie simili nelle aree dove i vari areali si sovrappongono: esso consiste in un gracchio grave e discendente, lamentoso e gracidante. In caso di allarme, i corvi di foresta emettono aspri gracchi abbaianti, mentre le coppie comunicano fra loro salutandosi con lunghi richiami discendenti.

### Alimentazione

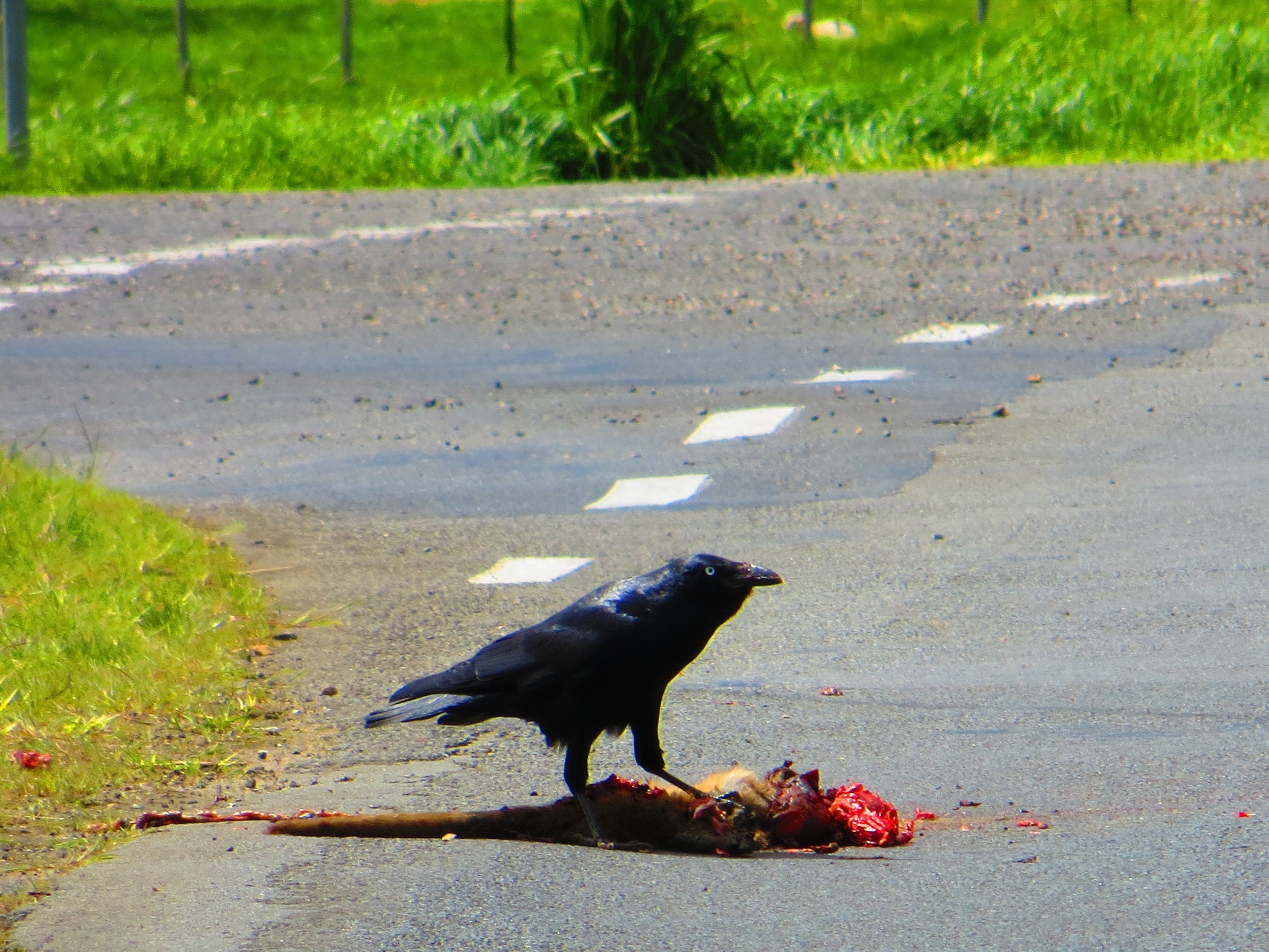
Esemplare si nutre al suolo in Tasmania.

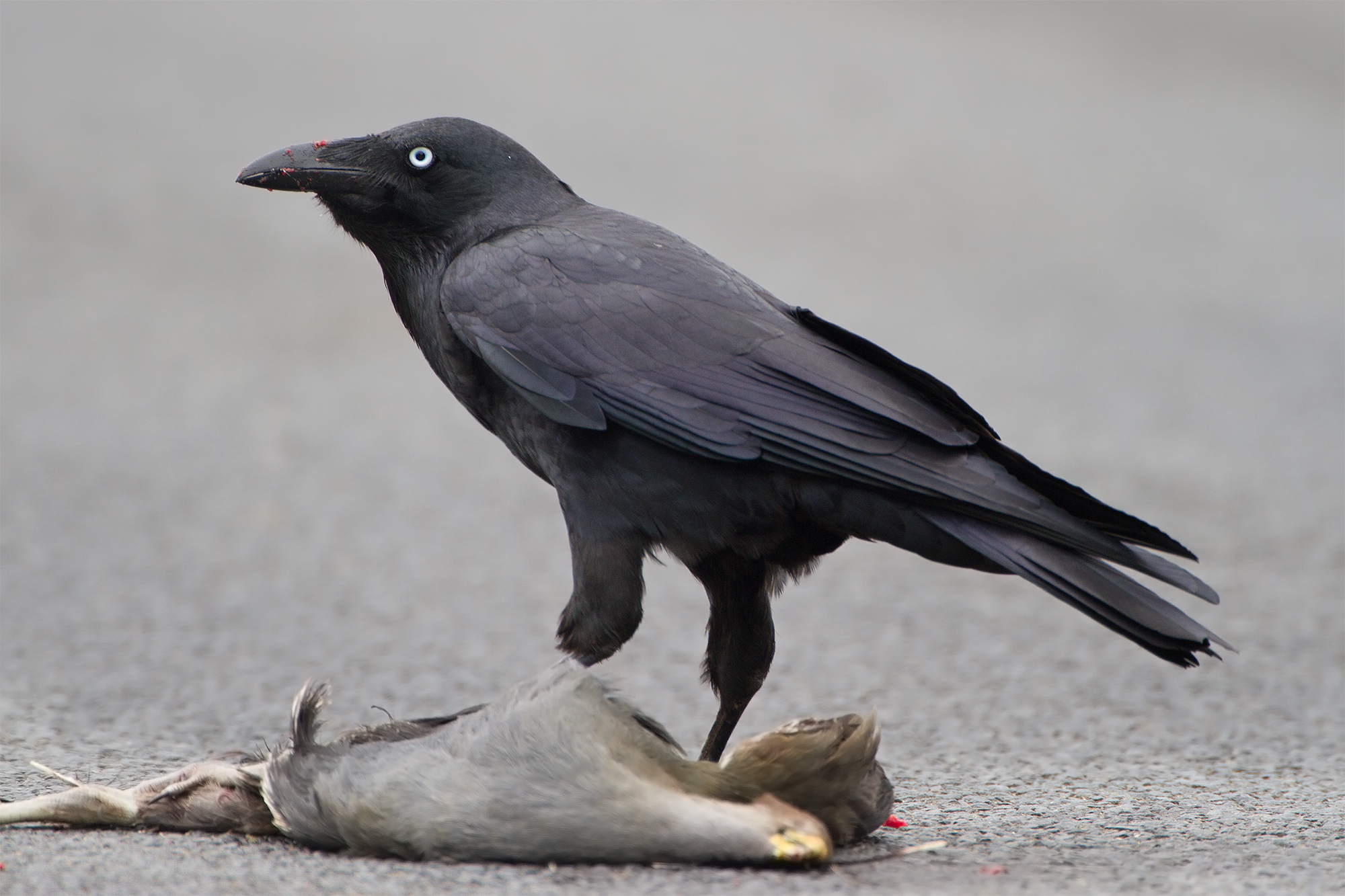
Esemplare si ciba di una gallinella di Tasmania a Glenorchy.

Il corvo di foresta è un uccello onnivoro ed opportunista, nella cui dietala componente carnivora prevale nettamente sulle altre.
L'alimentazione di questi uccelli si compone perlopiù di insetti ed altri invertebrati e dalle loro larve, reperiti al suolo o nei pressi di esso: i corvi di foresta sono soliti frequentare le spiagge, rimestando nella sabbia e fra detriti ed alghe portati a riva dalle onde alla ricerca di molluschi e crostacei. Questi animali frequentano inoltre le colonie riproduttive degli uccelli marini per cibarsi di uova e nidiacei lasciati incustoditi e talvolta aggredendo anche gli adulti (come nel caso del pinguino minore blu), sebbene in genere i vertebrati di dimensioni medio-grandi vengono consumati solo sotto forma di carcase, che rappresentano anch'esse una grande percentuale della dieta di questi uccelli. Oltre a ciò, essi possono cibarsi virtualmente di qualsiasi altra cosa riescano a reperire durante la ricerca del cibo, come granaglie, frutta, bacche e piccoli animali, uova e nidiacei.
I corvi di foresta hanno imparato a trarre vantaggio dall'antropizzazione del loro territorio, frequentando le aree di picnic e le discariche, oppure appostandosi ai lati delle strade in attesa che qualche piccolo animale venga investito dai veicoli per cibarsene: in queste situazioni, essi non esitano a formare stormi misti con altre specie, sia affini (come il corvo di Torres, il corvo australiano ed il corvo minore) che non (come currawong nero, gabbiano del Pacifico e gabbiano australiano). 
Similmente a molti corvidi, anche il corvo di foresta è solito conservare il cibo in eccesso in nascondigli fra i rami degli alberi, utilizzando a tale scopo generalmente delle nicchie ottenute alzando la corteccia col becco oppure i ciuffi di foglie, ma non di rado costruendo all'uopo delle vere e proprie piattaforme di rametti di 30-40 cm di diametro nella canopia.

### Riproduzione
Si tratta di uccelli monogami, le cui coppie si formano attorno al terzo anno d'età e durano in genere per la vita.

La stagione riproduttiva va da luglio a settembre, con le popolazioni tasmaniane che cominciano un paio di mesi in ritardo e vanno avanti fino alla fine di dicembre.
Il nido viene costruito alla biforcazione di un ramo alto di un eucalipto, in genere appena sotto la cima, anche se ad esempio nelle isole dello stretto di Bass i nidi vengon ocostruiti al suolo o a poca distanza da esso: esso presenta forma a coppa e viene edificato da ambedue i genitori con rametti e fibre vegetali, con l'interno foderato di materiale (solitamente vegetale, più raramente di origine animale) più soffice. I nidi sono solitari: le coppie, tuttavia, tollerano nei pressi (pur scacciando aggressivamente gli inquilini, qualora si avvicinino troppo al nido) la nidificazione di altre specie affini, come il corvo imperiale australiano ed il corvo di Torres.
All'interno del nido, la femmina depone 3-6 uova di colore verdino con presenza di maculatura bruno-grigiastra, che provvede a covare da sola (col maschio che si occupa di nutrirla e proteggerla) per una ventina di giorni. I nidiacei, ciechi ed implumi alla schiusa, vengono accuditi ed imbeccati da ambedue i genitori: in tal modo, essi sono pronti all'involo a poco meno di un mese e mezzo dalla schiusa, tuttavia continuano a restare coi genitori ancora per svariati mesi, prima di affrancarsene definitivamente e cominciare a disperdersi in compagnia di altri giovani e di esemplari non riproduttivi.
La specie subisce parassitismo di cova da parte del cuculo becco scanalato.

## Distribuzione e habitat

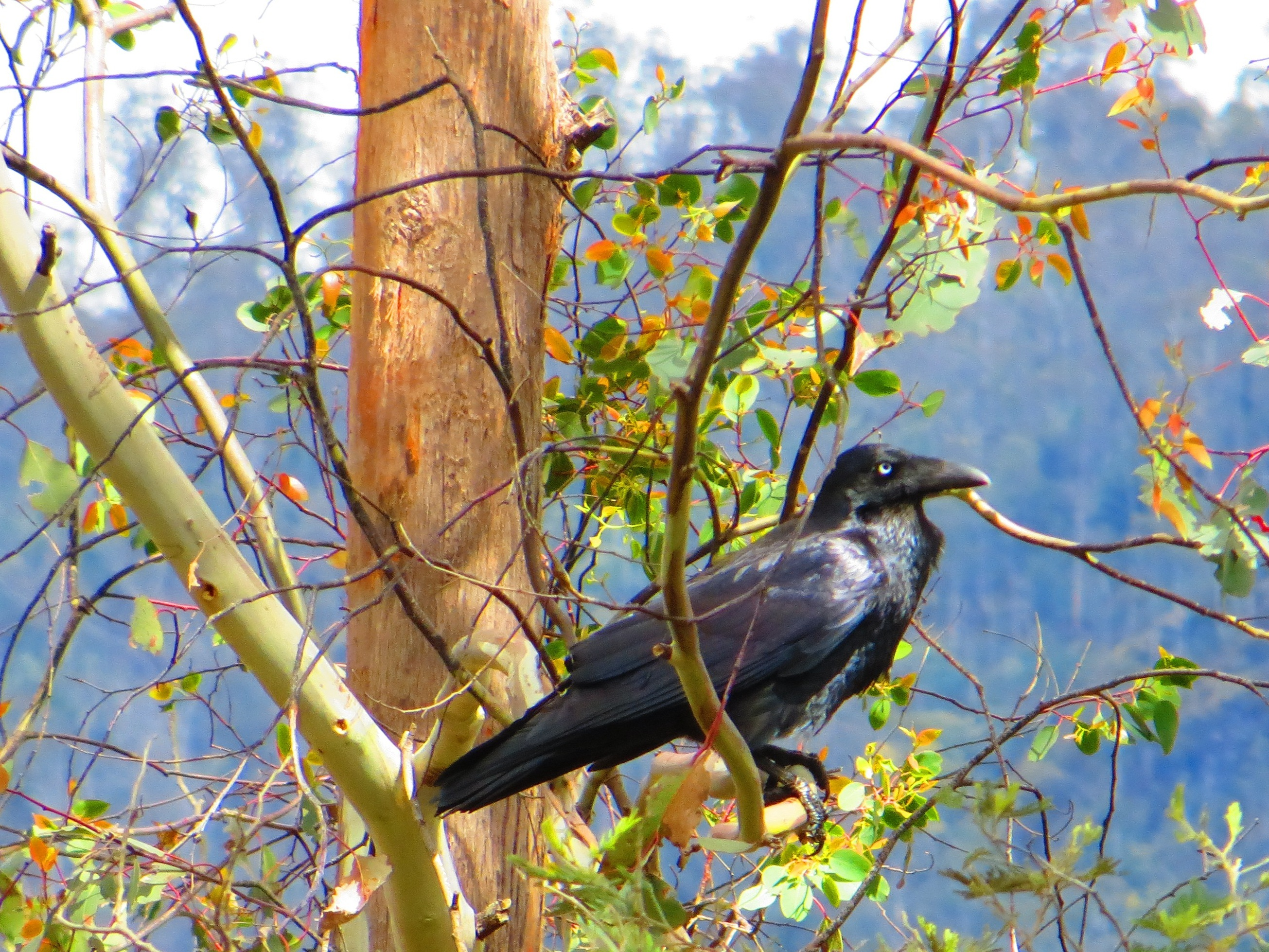
Esemplare nel parco nazionale Mole Creek Karst.

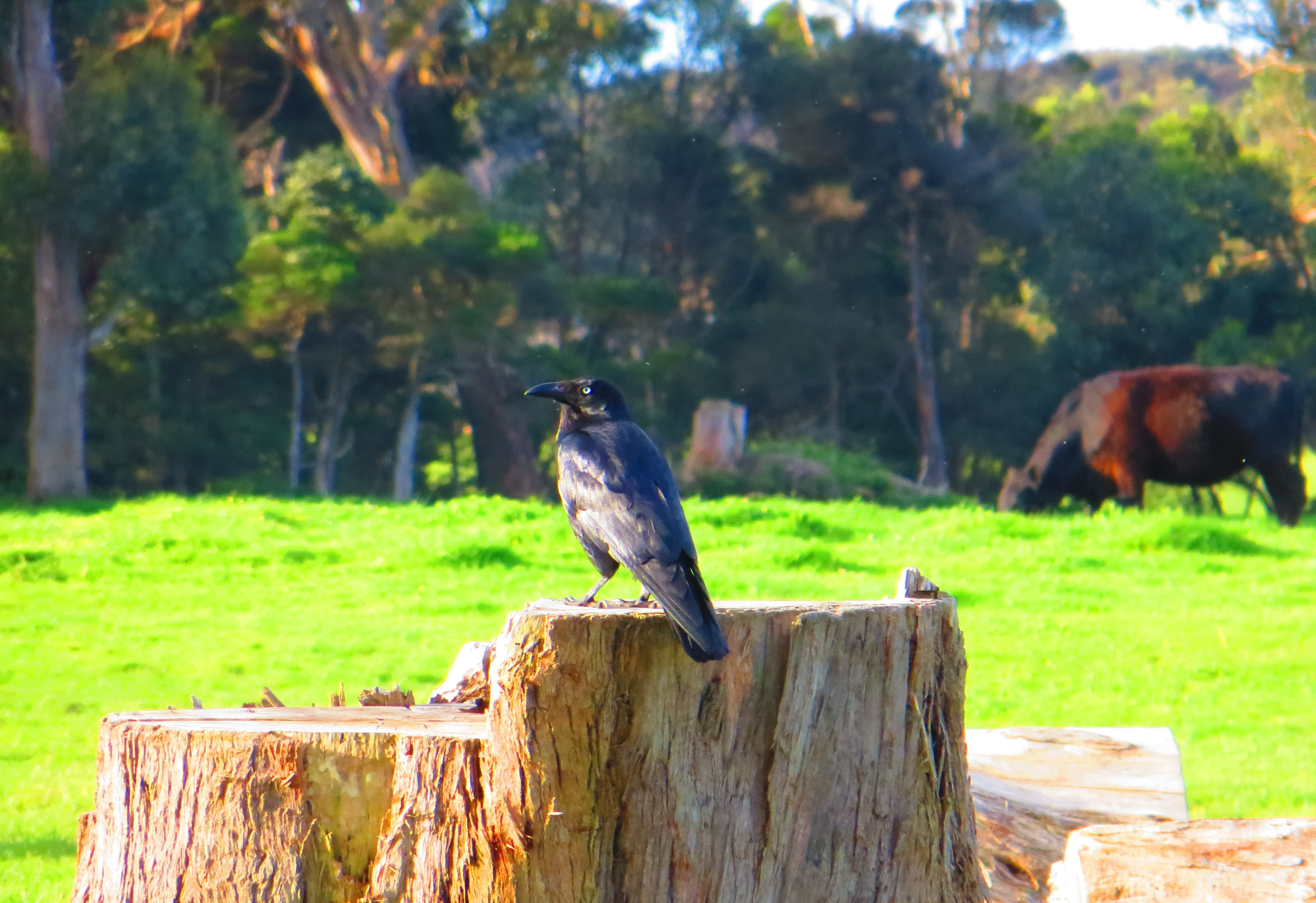
Esemplare nei pressi di Wynyard.

Con areale disgiunto, il corvo di foresta popola la Tasmania (dove rappresenta l'unico corvide residente), tre aree nel Victoria meridionale (il Gippsland,il Parco Nazionale Great Otway ed il Parco Nazionale di Grampians, con le ultime due popolazioni che potrebbero essere congiunte) e due aree nel Nuovo Galles del Sud nord-orientale (parco nazionale Yuraygir e New England a sud fino a Tenterfield), oltre che le isole nello stretto di Bass (colonizzate a partire dal 1979). In Nuovo Galles del Sud, la specie sta espandendo il proprio areale lungo le principali arterie stradali che intersecano i luoghi dove essa vive, con esemplari osservati fino a Port Macquarie.

Il corvo di foresta è un animale generalmente stanziale: tuttavia, gli esemplari non riproduttivi ed i giovani mostrano un grande potenziale di dispersione, potendo attraversare senza problemi lo stretto di Bass da capo a capo.
In Tasmania, questi uccelli popolano una grande varietà di habitat, dalle aree cespugliose costiere alla foresta secondaria sparsa fino alle arre montuose, giungendo fino a 1500 m di quota e rappresentando uno dei pochi uccelli a rimanere sul monte Wellington anche durante i mesi invernali: in Australia continentale, la specie è più selettiva (principalmente per via della competizione col corvo imperiale australiano), risultando confinata alle aree di foresta a sclerofillo, alla foresta pluviale temperata ed alle pinete.

## Tassonomia
Se ne riconoscono due sottospecie:
- Corvus tasmanicus boreus Rowley, 1970 - dalla coda più corta, endemica del Nuovo Galles del Sud nord-orientale;
- Corvus tasmanicus tasmanicus Mathews], 1912 - la sottospecie nominale, diffusa nella maggior parte dell'areale occupato dalla specie;

Alcuni autori riconoscerebbero una sottospecie novaanglica (sinonimo di boreus), talvolta accordandole lo status di specie a sé stante: le due popolazioni sono tuttavia molto vicine geneticamente e presentano vocalizzazioni praticamente identiche, facendo propendere per la correttezza della classificazione col rango di sottospecie di un unico taxon.
La specie è stata a lungo considerata una sottospecie del corvo imperiale australiano, ed alcune recenti analisi di carattere genetico supporterebbero tale classificazione, in virtù di una forte affinità fra le due popolazioni: verosimilmente, l'ultimo antenato comune dei corvi australiani, giunto da nord-ovest, cominciò a divergere, prima col distacco dei piccoli corvo minore e cornacchia delle Bismarck ed in seguito, con l'abbassamento della temperatura e la desertificazione del centro dell'isola-continente, in quelli che poi diverranno il corvo imperiale australiano nella porzione occidentale, il corvo imperiale minore nelle aree secche della porzione orientale ed il corvo di foresta nelle porzioni boschive, con la prima che ha poi esteso il proprio areale verso est a spese dell'ultima (che infatti in Australia continentale occupa unicamente le aree di foresta fitta che il corvo imperiale australiano evita, mentre in Tasmania è presente un po' in tutti gli ambienti).